# 福斯顿军营

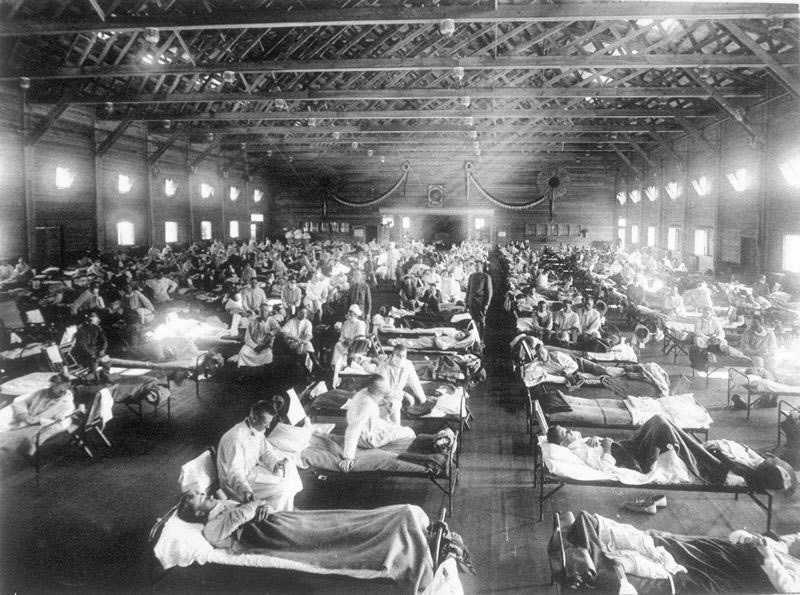
1918年疫情开始流行时，堪萨斯州福斯顿军营医院病房中患西班牙流感的士兵。

福斯顿军营（英語：Camp Funston）是美国陆军的一座训练营，位于堪薩斯州曼哈頓西南的萊利堡，靠近里帕布利肯河和斯莫基希尔河的交汇处。这座军营的名字来源于弗雷德里克·福斯顿准將（1865–1917），是第一次世界大战爆发时美国建立的十六座军营之一，是1918年流感大流行的爆发地。